# Halima Nałęcz
Halima Nałęcz (ur. 2 lutego 1914 w Antonowie koło Wilna, zm. 25 września 2008 w Londynie) – polska malarka, kolekcjonerka i właścicielka Drian Galleries, od 1949 na emigracji w Wielkiej Brytanii.

## Życiorys
Urodziła się jako Halina Maria Krzywicz-Nowohońska, córka zarządcy ziemskiego Antoniego Krzywicz-Nowohońskiego i Larysy z Domańskich. Po wybuchu wojny polsko-bolszewickiej zostali zmuszeni do opuszczenia majątku, osiedlili się wówczas w Jarosławiu nad Wołgą, wkrótce zmarł ojciec Haliny. W 1920 powróciła z matką do zniszczonego Antonowa, cztery lata później zamieszkała w Wilnie, gdzie uczyła się w Gimnazjum im. ks. Czartoryskiego, od 1927 kontynuowała naukę w Liceum Filomatów. W 1933 zdała maturę i rozpoczęła studia malarskie na Uniwersytecie Stefana Batorego pod kierunkiem Michała Rouby, w 1936 poślubiła inżyniera Stanisława Jastrzębiec-Więckowskiego, który był kapralem 3 Pułku Strzelców Podhalańskich. Mąż Haliny został aresztowany przez Niemców i w 1941 zmarł w obozie jenieckim, w tym samym roku zmarła jej matka. Plany wyjazdu do Kanady przez Władywostok przekreślił wybuch wojny niemiecko-radzieckiej, przedostała się wówczas do Moskwy, skąd przez Odessę i Turcję dostała się do Mandatu Palestyny. 
Zatrzymała się w Hajfie i wstąpiła do Pomocniczej Służby Kobiet YMCA, która powstała w 2 Korpusie Polskiego, została dekoratorką, zdobiła świetlice, kasyna, wnętrza namiotów oraz scenografię do przedstawień w teatrze junackim. W 1946 nastąpiła demobilizacja i Halina rozpoczęła pracę w pensjonacie dla rekonwalescentów wojennych, a po roku, w salonie mod damskiej Aida-Rowell w Jerozolimie. W 1949 przeniosła się do Libanu, gdzie zakontraktowała wyjazd do Wielkiej Brytanii jako pracownik European Volunteer Worker.
Początkowo pracowała w przędzalni wełny w Manchesterze, a następnie skierowano ją do fabryki pończoch w Londynie. W tym czasie poślubiła Zygmunta Nałęcza i w 1952 przybierając pseudonim "Halima", który powstał z połączenia imion Halina Maria, pojawiła się w polskim środowisku artystycznym Londynu. Pięć lat później, w 1957 w domu przy 7 Porchester Place otworzyła galerię sztuki nowoczesnej, którą nazwała Drian Galleries od części nazwiska Pieta Mondriana. W tym czasie poza prowadzeniem galerii Halima Nałęcz rozwijała technikę malarską w pracowni Henriego-Jeana Closona, belgijskiego abstrakcjonisty, który był członkiem La Nouvelle École de Paris oraz współpracując z paryską galerią Denise René. Po etapie fascynacji malarstwem abstrakcyjnym artystka pod koniec lat 50. zwróciła się ku sztuce figuratywnej, ze szczególnym doborem szerokiej palety barw. Krytycy upatrują w tej przemianie zarówno wpływu szkoły wileńskiej, której zasady wpoił Halimie Nałęcz prof. Michał Rouba, jak i umiejętności zdobyte w londyńskiej Szkole Malarstwa Sztalugowego, którą kierował Marian Bohusz-Szyszko. 
W połowie lat 60. tworzone przez nią obrazy charakteryzują zdecydowanie pociągnięcia pędzla i wyczuwalna faktura farby. Tematem jej prac coraz częściej stawała się przyroda. Obrazy przedstawiały pełne zwierzyny pejzaże leśne, roślinność, niektóre nawiązywały do zapamiętanych krajobrazów Wileńszczyzny, inne były wyobrażeniem egzotycznych lasów lub powiększonych elementów roślinności. W 1981 podjęła decyzję o przekazaniu 181 obrazów Muzeum Narodowemu w Warszawie, zaś w 1983 podarowała 384 obrazy ze swojej kolekcji Muzeum Narodowemu w Gdańsku, są to prace Zbigniewa Adamowicza, Mariana Bohusza-Szyszki, Kazimierza Dźwiga, Stanisława Frenkiela, Tadeusza Ilnickiego, Sophie Johnson, Aleksandra Kobzdeja, Andrzeja Kuhna, Zbigniewa Kupczyńskiego, Halimy Nałęcz, Lutki Pink, Andrzeja Putryma, Jerzego Stockiego, Haliny Sukiennickiej, Franciszki Themerson, Aleksandra Wernera, Janiny Żemojtel i Marka Żuławskiego. W ten sposób Halima Nałęcz stała się jednym z największych donatorów gdańskiego muzeum. W 2000 podjęła decyzję o zamknięciu galerii. Zmarła w 2008 mając 94 lata.